# Cladrastis scandens
Cladrastis scandens är en ärtväxtart som beskrevs av C.Y.Ma. Cladrastis scandens ingår i släktet Cladrastis och familjen ärtväxter. Inga underarter finns listade i Catalogue of Life.